# Gobio krymensis
Gobio krymensis är en fiskart som beskrevs av Banarescu och Nalbant, 1973. Gobio krymensis ingår i släktet Gobio och familjen karpfiskar. IUCN kategoriserar arten globalt som sårbar. Inga underarter finns listade i Catalogue of Life.